# Таинственная смерть Нины Шеро
«Таинственная смерть Нины Шеро» (фр. La mort mystérieuse de Nina Chéreau) — франко-американский детективный триллер 1988 года режиссёра Дэнниса Берри, не рекомендуется детям до 16 лет. 

## Сюжет
В один из дней Ариэль Дюбуа застали с ножом в руках над телом зверски убитой подруги Нины Шеро. Девушку как главную подозреваемую в убийстве направили к психиатру. Психиатр Мартин Беннет работает с ней и хочет узнать подробности той ночи.
Однако вскоре Ариэль убегает. Вместе с этим происходит цепь убийств людей связанных с делом.